# NGC 13
NGC 13 ist eine Spiralgalaxie vom Hubble-Typ Sab im Sternbild Andromeda am Nordsternhimmel. Sie ist schätzungsweise 223 Millionen Lichtjahre von der Milchstraße entfernt und hat einen Durchmesser von etwa 150.000 Lichtjahren. Die Galaxie gilt als Mitglied der NGC 7831-Gruppe  (LGG 1).
Im selben Himmelsareal befinden sich u. a. die Galaxien NGC 6, NGC 19, NGC 21, NGC 7836.
Das Objekt wurde am 26. November 1790 vom deutsch-britischen Astronomen Wilhelm Herschel entdeckt.